# یواس‌اس پیت (ای‌پی‌ای-۲۲۳)

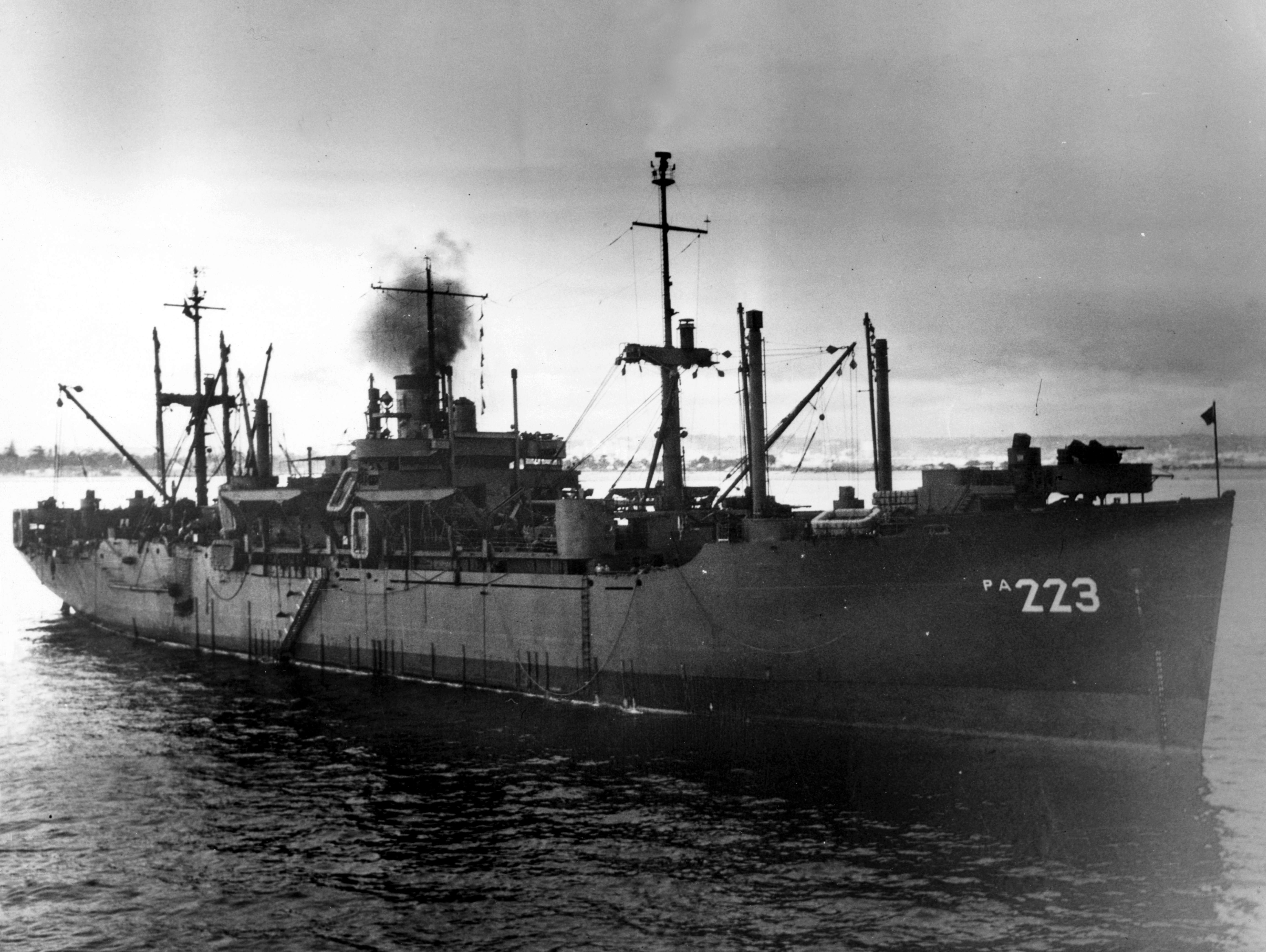
نگاره‌ای از یواس‌اس پیت (ای‌پی‌ای-۲۲۳) - ۱۹۴۵

یواس‌اس پیت (ای‌پی‌ای-۲۲۳) (به انگلیسی: USS Pitt (APA-223)) یک کشتی بود که طول آن ۴۵۵ فوت (۱۳۹ متر) بود. این کشتی در سال ۱۹۴۴ ساخته شد.